# Vitorio Junior
Vitorio Junior (Belo Horizonte), é um político brasileiro, filiado ao PP. Nas eleições de 2022, foi eleito deputado estadual por MG.